# Calcitriol
El calcitriol (DCI) o 1-alfa,25-dihidroxicolecalciferol (abreviado 1,25-(OH)2D3) es la forma activa de la vitamina D que se encuentra en el cuerpo (vitamina D3). La producen los riñones que hidroxilan el 25-hidroxicolecalciferol (25-OHD o calcifediol), el cual a su vez se hidroxila previamente en el hígado. El calcitriol regula la concentración plasmática de calcio, pues induce un incremento de la absorción de calcio en el tracto gastrointestinal.

El calcitriol se comercializa con varias denominaciones comerciales, entre ellas Rocaltrol (Roche), Calcijex (Abbott) y Decostriol (Mibe, Jesalis).
Al regular el nivel de calcio en la sangre, ayuda a mantener el calcio en los huesos y en el equilibrio químico en el cuerpo (véase homeostasis). Cuando el riñón no puede eliminar adecuadamente sustancias tóxicas por la orina, entonces tampoco expulsa fósforo. Al no eliminar los fosfatos en el organismo, automáticamente se reduce el calcio; cuando esto sucede, la glándula paratiroidea lo detecta y empieza a segregar más cantidad de parathormona u hormona paratiroidea (PTH o HPT). Cuando lo hace constantemente, se transforma en una enfermedad que se llama hiperparatiroidismo secundario.[cita requerida]
Se ha observado que la actividad de la PTH esta íntimamente ligada a la presencia de calcitriol, pues en ausencia de esta vitamina la acción de la PTH es considerablemente menor.[cita requerida]

## Funciones
- Aumenta la absorción intestinal de calcio y fósforo.
- Aumenta la reabsorción renal de calcio en el túbulo distal.
- Aumenta la resorción ósea, en caso de balance de calcio negativo.[cita requerida]
- Inhibe la secreción de HPT.[cita requerida]